# Nielló

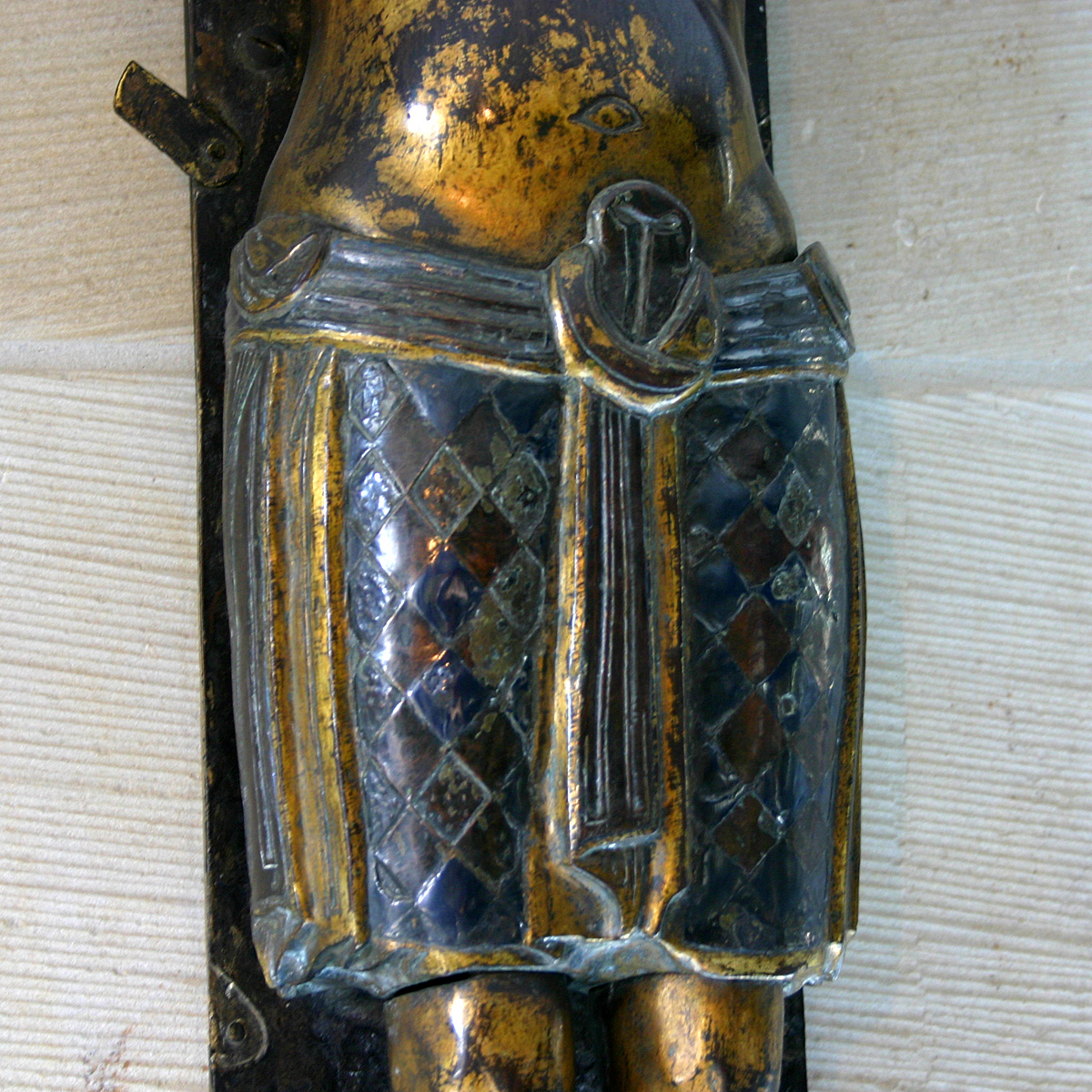
1070-ben vagy 1120-ban készült mindeni kereszt nielló technikával készült ágyékkötője

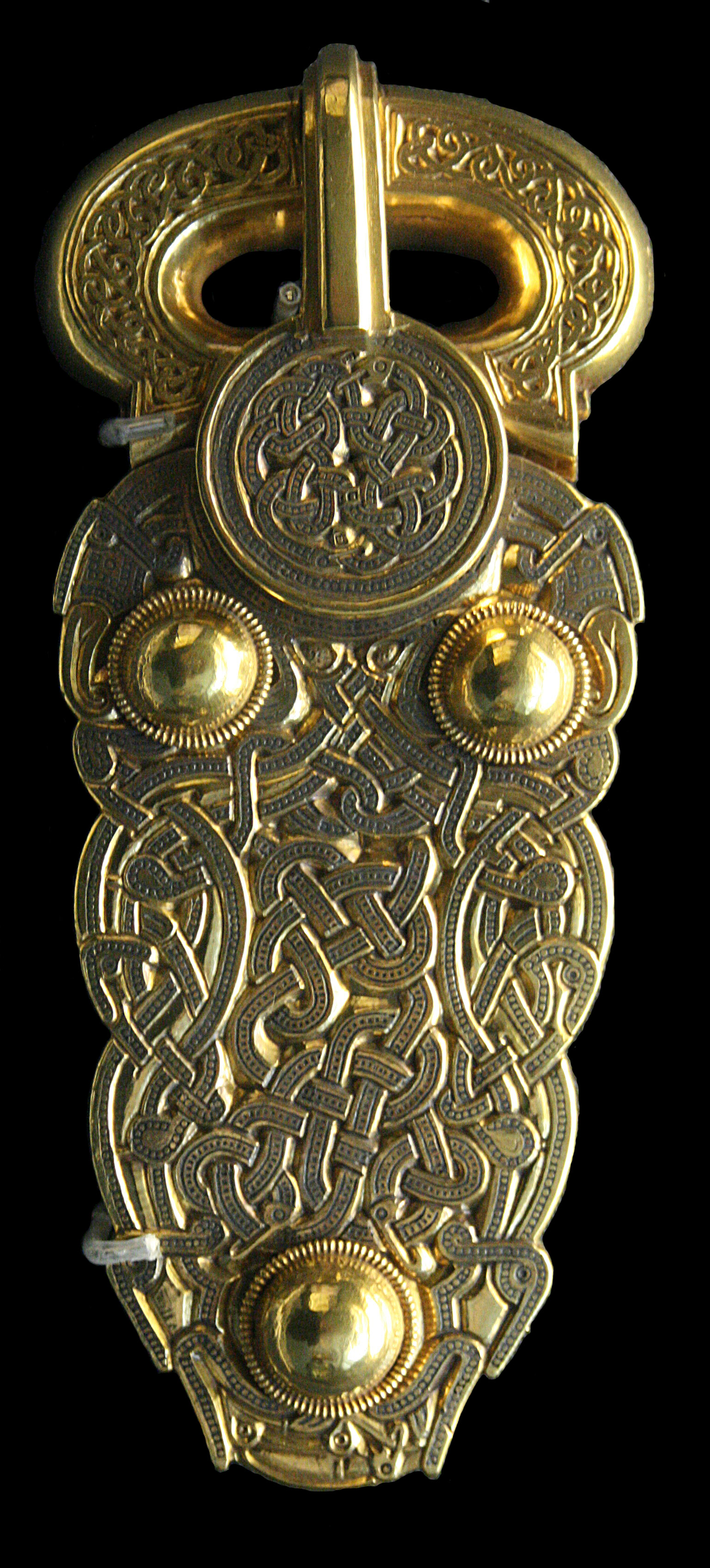
6. századi niello módszerrel díszített övcsat a suffolki Sutton Hooból

A nielló (olasz eredetű szó, jelentése a fekete színére utal) egy ötvözet, amellyel az ezüstfelületekbe vésett díszítő mintázatot feketére színezik. Az ókortól napjainkig alkalmazott folyamat során ezüst, vörösréz, esetenként ólom alapanyagot ötvözik bóraxszal és kénnel. Manapság is használnak niellót az ötvösök, eltérő arányokban ötvözve a fenti anyagokat, így feketétől szürkéig tartó színárnyalatokat eredményezve. Főleg ezüstedények, kardmarkolatok díszítésére használják, niellóval készültek például a Seuso-kincsek díszítései.
Az eljárás során előbb az ezüstöt és vörösrezet összeolvasztják, majd olvadt ólmot, végül bóraxot és ként adnak hozzá. Az összekevert anyagot lehűtve és porrá zúzva és szalmiákszesszel elkeverve a díszítendő ezüstfelületbe vésett mintázat vájataiba szórják, majd ráolvasztják, végül a fölösleges niellót ledörzsölik, így a megtisztított ezüstfelületen csak a mintázat marad fekete színű.
Feltételezések szerint a niellót alkalmazó XV. századi európai ötvösök találhatták fel a rézmetszetet is, amikor a forró és utólag már nem eltávolítható niellókeverék lemezre kenése előtt egyszerű fekete festékkel festették be a lemez véseteit, ami által előzetesen ellenőrizhették a vésetek helyességét, majd nedves papírral szívták fel a festéket, így rámásolva a fémlemez mintázatát a papírra.